# Lumpazivagabundus (1956)
Lumpazivagabundus ist eine deutsche Literaturverfilmung von Franz Antel aus dem Jahr 1956. Sie beruht auf Johann Nestroys Posse Der böse Geist Lumpazivagabundus, welche bereits 1936 mit Heinz Rühmann, Hans Holt und Paul Hörbiger (hier wie in der Neuverfilmung ebenfalls in der Rolle des Knieriem), unter dem Titel Lumpacivagabundus verfilmt wurde.

## Handlung
Stellaris ist mit der Menschheit unzufrieden und will sie am liebsten vernichten. Göttin Fortuna bittet ihn, seine Entscheidung zu überdenken, seien die Menschen doch gut. Der böse Geist Lumpazivagabundus ist der Meinung, die Menschheit sei schlecht, und so erlaubt Stellaris beiden einen Wettstreit. Lumpazivagabundus soll Fortuna drei seiner treuesten Anhänger zeigen. Fortuna kann nun mit ihren Mitteln versuchen, die drei auf ihre Seite zu ziehen. Lumpazivagabundus und sie dürfen für ihre Zwecke alle Mittel nutzen. Sind die drei Menschen am Ende gut, wird Lumpazivagabundus als böser Geist von der Erde verbannt. Schafft Fortuna es, wenigstens zwei auf ihre Seite zu ziehen, darf die Erde weiter bestehen.
Lumpazivagabundus wählt drei Männer aus: Schneider Willibald Zwirn verliert seine Anstellung, weil er den Frauen zu sehr verfallen ist. August Knieriem ist notorischer Trinker und schon lange nicht mehr am Arbeiten interessiert. Tischler Johann Leim arbeitet eifrig und liebt die Tischlermeisterstochter Pepi Hobelmann, doch wird die vom Bürgermeister Stranzl umworben, der Johann deutlich macht, dass er Pepi heiraten wird. Johann verlässt enttäuscht den Ort Auental. Stranzl legt daraufhin heimlich Feuer in Johanns Werkstatt, woraufhin auch Hobelmanns Haus abbrennt.
Knieriem, Leim und Zwirn treffen sich auf ihrer Wanderschaft und ziehen gemeinsam weiter. Eines Tages kommen sie zum Ort Weinstadt, wo gerade ein großes Weinfest stattfindet. Mit Lumpazivagabundus’ Hilfe werden sie in die Stadt gelassen. Zwirn freundet sich mit Kellnerin Traudl an und tanzt mit ihr. Fortuna hilft mit, sodass aus der Freundschaft eine erste Liebe wird. Am nächsten Tag soll eine große Losziehung stattfinden, wobei der Hauptgewinn 100.000 Taler beträgt. Fortuna lässt alle drei Männer dieselbe Zahl träumen und mit ein wenig Glück können Knieriem, Zwirn und Leim am nächsten Tag Geld ersingen, mit dem sie sich ein Los kaufen. Dieses Los gewinnt und alle drei teilen das Geld. Sie ziehen hinaus in die Welt und versprechen, sich in einem Jahr wieder in Weinstadt zu treffen.
Leim will eigentlich ein skandalöses Leben in Wien führen, doch erfährt er in der Kutsche, dass seine Pepi am nächsten Tag den Bürgermeister Stranzl heiraten soll, obwohl sie eigentlich einen anderen liebt. Leim fährt nun nach Auental und kriegt seine Pepi. Den Bürgermeister, der Pepi und ihren Vater erpressen wollte, da er ihnen für den Wiederaufbau des abgebrannten Hauses 30.000 Taler geliehen hatte, zahlt er aus. Mit der Zeit wird Leim jedoch unzufrieden, weil Stranzl immer wieder verbreiten lässt, dass Leim einst Brandstiftung begangen habe. Er will nach Amerika auswandern, doch hält Pepi ihn zurück. Sie planen nun, zum Jahrestag in Weinstadt zu heiraten und danach auszuwandern. Zwirn verschlägt es nach Paris, wo er als Frauenheld der zwielichtigen Signora Palpiti verfällt. Er kauft sich teuer einen falschen Adelstitel, führt ein luxuriöses Leben und stellt erst auf einer prunkvollen Feier fest, dass er kein Geld mehr hat. In seinen Schneidersachen geht er aus Paris weg. Traudl, die ihm als Dienstmädchen von Signora Palpiti nach Paris gefolgt war, folgt ihm nun zurück nach Weinstadt. Knieriem ist sich und dem Alkohol treu geblieben und hat sich mit einer Schar Gleichgesinnter in einer Burg niedergelassen, wo er exzessiv isst und trinkt und aus den leeren Weinflaschen Anzeichen für einen nahen Weltuntergang liest. Als sein Geld alle ist, kehrt auch er nach Weinstadt zurück.
Knieriem und Zwirn treffen sich unterwegs unweit von Auental und werden von einem Gendarm verhaftet. Bürgermeister Stranzl verspricht sie freizulassen, wenn sie am nächsten Morgen – dem Tag von Leims Hochzeit – Stranzls Scheune anzünden und dann nach Weinstadt kommen und als Brandstifter Leim nennen. Knieriem stimmt begeistert zu. Am nächsten Tag kommen beide in Weinstadt an, wo Leim bereits wartet. Stranzl legt ihnen die Worte in den Mund, dass seine Scheune angezündet wurde, und Knieriem und Zwirn verneinen und entlarven Stranzl als Lügner. Zudem entlocken sie Stranzl nun das Geständnis, dass er es war, der einst Pepis Haus angezündet hat. Die 30.000 Taler muss er nun an Pepi und ihren Vater Hobelmann zurückzahlen. Von dem Geld schenkt Leim Zwirn eine Schneiderswerkstatt und Zwirn, der längst zu seiner Traudl gefunden hat, stimmt zu. Nur Knieriem entscheidet sich für den Alkohol und gegen eine Schusterwerkstatt. Fortuna hat nun bewiesen, dass die Menschen zum großen Teil gut sind und Lumpazivagabundus ist froh, nicht von der Erde verschwinden zu müssen.

## Produktion
Lumpazivagabundus wurde unter anderem im Atelier Sievering gedreht und erlebte am 16. August 1956 seine Filmpremiere. Paul Hörbiger hatte die Rolle des Knieriem bereits in der gleichnamigen Verfilmung aus dem Jahr 1936 gespielt. Er wiederholte die Rolle 1962 im Film Tanze mit mir in den Morgen. Hier spielte er einen alternden Schmierendarsteller, der auf seiner Bühne ebenfalls als Knieriem im Nestroy’schen Stück erscheint.
Die Kostüme des Films schuf Gerdago, die Bauten stammten von Otto Pischinger.
Im Film werden zahlreiche Lieder gesungen:
- Wozu ist die Straße da?
- I riech an Wein
- Der Leichtsinn ist mein Kumpan
- Ein Tag so schön wie heute

## Kritik
Der Spiegel befand anlässlich der Filmpremiere, dass Lumpazivagabundus „unter der Regie, die Franz Antel an ihm verübt hat, erheblich gelitten“ habe. Paul Hörbiger wirke „in dem neuen, dünneren, aber dafür agfacolorierten Aufguß vor allem verkleidet“. Gunther Philipp und Joachim Fuchsberger erreichen in den „bieder geleimten Szenen“ ihre Vorgänger Heinz Rühmann und Hans Holt [in der Kritik steht fälschlicherweise Rudi Godden] nicht.
Für den film-dienst war der Film „weit entfernt von der fantastischen Atmosphäre und der ironischen Naivität der Vorlage […]; gemütvoll, volkstümlich und auf biedere Weise unterhaltend inszeniert.“
Auch für den Evangelischen Film-Beobachter war das Werk allenfalls Mittelmaß: „Nestroys Bühnenstück […] als nicht sonderlich schwungvoller farbiger Lustspielfilm.“